# شهرستان اولنینسکی
شهرستان اولنینسکی (به لاتین: Oleninsky District) یک شهرستان در روسیه است که در استان تور واقع شده‌است.